# Dia Internacional de l'Alfabetització
El Dia Internacional de l'Alfabetització se celebra el 8 de setembre des de 1966. Va ser fixat per la UNESCO el 1965 per cridar l'atenció sobre els problemes que provoca l'analfabetisme per a les persones (més de 780 milions). Es duen a terme diverses campanyes de sensibilització de l'opinió pública per recordar el dret universal a l'educació.
Pretén reconèixer l'educació com un dret humà universal a què tot individu ha de tenir accés sense cap mena de discriminació. Es calcula que al món hi ha més de 100 milions d'infants que no van a l'escola i més de 800 milions de persones adultes analfabetes, dos terços de les quals són dones. Totes aquestes persones estan condemnades a patir, amb tota probabilitat, pobresa i marginació.
Des de la perspectiva de la Unesco, l'alfabetització és una condició prèvia per assolir la participació social efectiva i una eina per a l'enfortiment de l'ésser humà a nivell individual i comunitari. L'alfabetització no es limita a saber llegir i escriure, sinó que l'individu sigui capaç de comunicar-se i desenvolupar-se en una societat que canvia constantment.
D'aquesta manera, l'ONU ha fet de l'educació universal una de les seves principals metes, recollida en els Objectius de Desenvolupament del Mil·lenni per al 2015.